# ماریو کاریو
ماریو کاریو (اسپانیایی: Mario Carrillo‎؛ زادهٔ ۱ فوریه ۱۹۵۶) بازیکن فوتبال اهل مکزیک است.
از باشگاه‌هایی که در آن بازی کرده‌است می‌توان به باشگاه فوتبال تیگرس اونال و باشگاه فوتبال پوئبلا اشاره کرد.
وی همچنین در تیم ملی فوتبال مکزیک بازی کرده‌است.
وی در مسابقات بین‌المللی در مجموع برندهٔ ۱ مدال طلا شده‌است.